# Castro Laboreiro
Castro Laboreiro est une ancienne freguesia portugaise de la municipalité de Melgaço, située dans la Serra da Peneda, au cœur du plateau de Castro Laboreiro. 
L'ancienne paroisse, avec 89,29 km2 de superficie et 540 habitants (recensements 2011), est située dans le côté nord-est de Serra da Peneda et dans le côté ouest de Serra de Laboreiro. Sa densité de population était de 6 hab / km².
La paroisse a été dissoute par la réorganisation administrative de 2012/2013, son territoire étant intégré dans l'Union des paroisses de Castro Laboreiro et Lamas de Mouro.
C'était une ville et un chef-lieu de municipalité entre 1134 et 1855. Elle était constituée uniquement par la paroisse du siège et comptait, en 1801, 1 284 habitants et, en 1849, 1 512 habitants.
Castro Laboreiro a été de nouveau élevé au rang de ville le 12 juin 2009.
Curral do Gonçalo, dans la paroisse de Castro Laboreiro, est situé à une altitude de 1 166 mètres, ce qui en fait le deuxième lieu habité le plus élevé du Portugal.

## Démographie
| 1864  | 1878  | 1890  | 1900  | 1911  | 1920  | 1930  | 1940  | 1950  | 1960  | 1970  | 1981 | 1991 | 2001 | 2011 |
| ----- | ----- | ----- | ----- | ----- | ----- | ----- | ----- | ----- | ----- | ----- | ---- | ---- | ---- | ---- |
| 2 092 | 2 212 | 2 145 | 2 175 | 2 687 | 1 951 | 1 918 | 1 978 | 1 944 | 1 941 | 1 483 | 995  | 867  | 726  | 540  |

Castro Laboreiro comptait une population de 726 individus, desquels 287 étaient des hommes et 439 femmes, selon le dernier recensement (2001). Lors des dernières élections législatives de 2009, la liste électorale comptait 933 abonnés, ce qui indique une légère croissance de la population locale au cours des dernières années.
Castro Laboreiro a souffert d'un flux migratoire important, notamment à partir de la seconde moitié du XXe siècle. Les conditions de vie précaires, le climat rude des montagnes, la rareté des ressources financières et l'absence de l'État ont constitué l'ensemble des motivations qui ont conduit les processus migratoires des années 1960. La diminution de la population dans les années 1980 et 90 aura davantage résulté du vieillissement de la population que de son départ.

## Patrimoine

### Patrimoine naturel
- Cascade de Laboreiro

### Autres
- Château de Castro Laboreiro ou château de Castro Laboredo - XIIe siècle
- Église de Santa Maria da Visitação ou Igreja Matriz de Castro Laboreiro
- Pontes, Cruzeiro et aqueduc d'Alminhas
- Chapelle de São Brás [9]
- Croisière Quingosta [10]
- Ancien bâtiment du tribunal judiciaire [8]
- Ancien bâtiment Paços do Concelho
- Chapelle de Senhora de Anamão [11]
- Padieira d'Assureira
- Pelourinho de Castro Laboreiro - 1560 [12]

#### Fours communautaires
Les fours communautaires étaient utilisés par les habitants pour cuire du pain de seigle et de blé, broas ou boros. Trois sont référencés par IGESPAR, et au moins un est encore utilisé, le four Ameijoeira.
- Four communautaire d'Ameijoeira [14]
- Four communautaire Campelo [15]
- Four communautaire de Pontes

#### Ponts et moulins
Castro Laboreiro possède l'un des noyaux les plus homogènes et les plus intéressants de ponts historiques, dont la pertinence est renforcée par le fait que presque tous montrent comment le Moyen Âge a réutilisé les constructions anciennes de l'époque romaine, en faisant en sorte que certaines d'entre elles aient un aspect mixte.
- Pont Assureira ou Pont de São Brás et moulin à eau à l'est du pont, sur la rivière Barreiro [9],[16]
- Pont de Caínheiras [17],[18]
- Pont Dorna, sur le ruisseau Dorna [19]
- Ponte Nova ou Pont Cavada Velha sur la rivière Castro Laboreiro
- Pont de Porto do Sineiro [20]
- Pont de Portos  [21]
- Ponte do Rodeiro, sur la rivière Castro Laboreiro [22]
- Pont de Varziela, sur la rivière Varziela [23],[24]
- Pont Veiga [25]
- Vieux pont de Castro Laboreiro, sur la rivière Castro Laboreiro [26]
- Moulins à vent de Castro Laboreiro [27]

#### Sites archéologiques
Dans le plateau de Castro Laboreiro, qui s'étend à l'est jusqu'à la frontière avec l'Espagne, un ensemble d'environ 62 monuments funéraires est référencé, principalement composé de tumulus de terre, de cuirasse lithique et de chambre mégalithique. La nécropole s'étend au territoire galicien, où une trentaine de monuments proches de la frontière sont référencés. Environ un quart de ces monuments de la paroisse sont des monuments isolés, souvent dominants dans le paysage. Les monuments restants sont organisés en groupes à côté des principaux portelas naturels et des sources de la rivière Castro Laboreiro et des riches rivières,.
- Autel de crémation de Crémadoura [30]
- Autel da Feira [31]
- Gravures rupestres du Fieiral [32]
- Tumulus 1 de Alto da Portela do Pau [33]
- Tumulus 1 de Corga das Antas [34]
- Tumulus 2 d'Alto da Portela do Pau [35],[36]
- Tumulus 3 d'Alto da Portela do Pau [37]
- Tumulus 6 de Alto da Portela do Pau [38]
- Nossa Senhora do Numão [39]
- Établi SE de Castelo de Castro Laboreiro [40]
- Rego do Alinhar [41]

## Tourisme culturel
Dans le domaine de la diffusion de la culture locale, Castro Laboreiro dispose, en plus de plusieurs hôtels et établissements touristiques, d'autres équipements collectifs, dont :
- Noyau muséologique
- Zone de loisirs Campo das Veigas
- Centre civique
- Centre d’information et bibliothèque [42]

### Religion
L'aspect religieux est très frappant, avec des chapelles dans de nombreux endroits de la paroisse, où se déroulent des fêtes religieuses.

#### Fêtes et pèlerinages
- juillet 
  - Notre-Dame de la Visitation (église paroissiale)
  - São Bento (Várzea Travessa)
- août 
  - Notre-Dame de Boavista (Caínheiras)
  - Seigneur de la bonne Fin (Ribeiro de Cima)
  - Senhor da Oliveira (Ribeiro de Baixo)
  - Notre-Dame de Monserrate (Coriscadas)
  - Notre-Dame des Remèdes (Rodeiro)
- septembre 
  - Notre-Dame de Numão (Anamão)
  - Seigneur de la bonne mort (Ameijoeira)
  - São Brás (Assureira)
  - São Miguel (Mareco) [43]

## Brandas et Inverneiras
En plus du village de Vila, lieu le plus central et siège de la paroisse, Castro Laboreiro compte plus de 40 lieux répartis entre brandas, sur le plateau au NE de la Vila, et par les inverneiras disséminées le long des deux rives de la rivière Castro Laboreiro .

### Brandas
| - Portelinha - Vido - Várzea Travessa - Picotim | - Coriscadas - Falagueiras - Queimadelo - Outeiro | - A-do-Freire - Antões - Rodeiro | - Portela - Formarigo - Teso | - Campelo - Eiras - Curral do Gonçalo | - Padresouro - Seara - Portos |

### Inverneiras
| - Varziela - Cainheiras - Bico - Curveira | - Bago de Cima - Bago de Baixo - Ameijoeira - Laceiras | - Ramisqueira - João Lavo - Barreiro - Assureira | - Podre - Alagoa - Dorna | - Entalada - Pontes - Mareco | - Ribeiro de Cima - Pousios - Ribeiro de Baixo |